# Phragmatobia borealis
Phragmatobia borealis là một loài bướm đêm thuộc phân họ Arctiinae, họ Erebidae.